# Sorbus sitchensis
Sorbus sitchensis är en rosväxtart som beskrevs av M. Roemer. Sorbus sitchensis ingår i släktet oxlar, och familjen rosväxter.

## Underarter
Arten delas in i följande underarter:
- S. s. densa
- S. s. grayi

## Bildgalleri

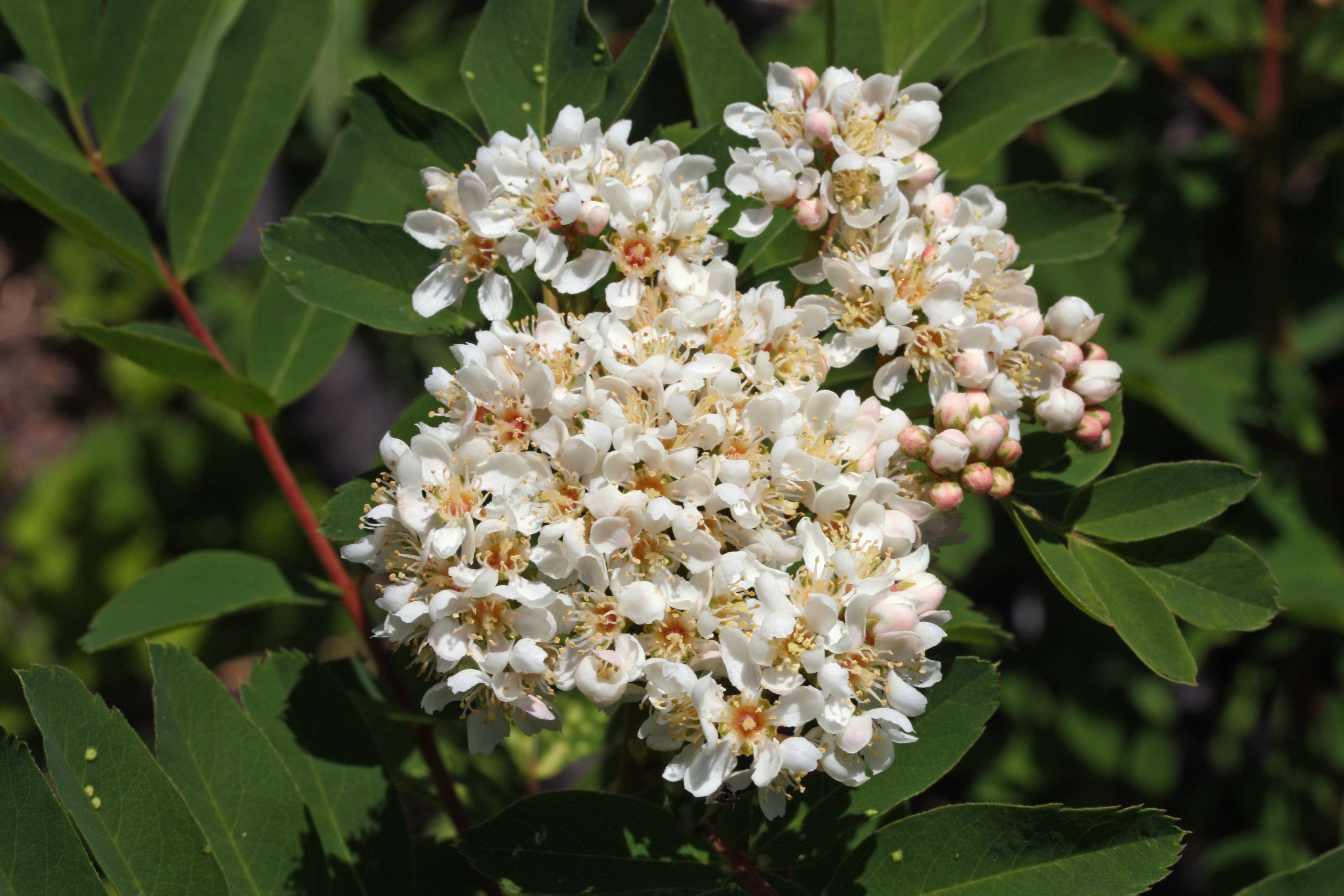
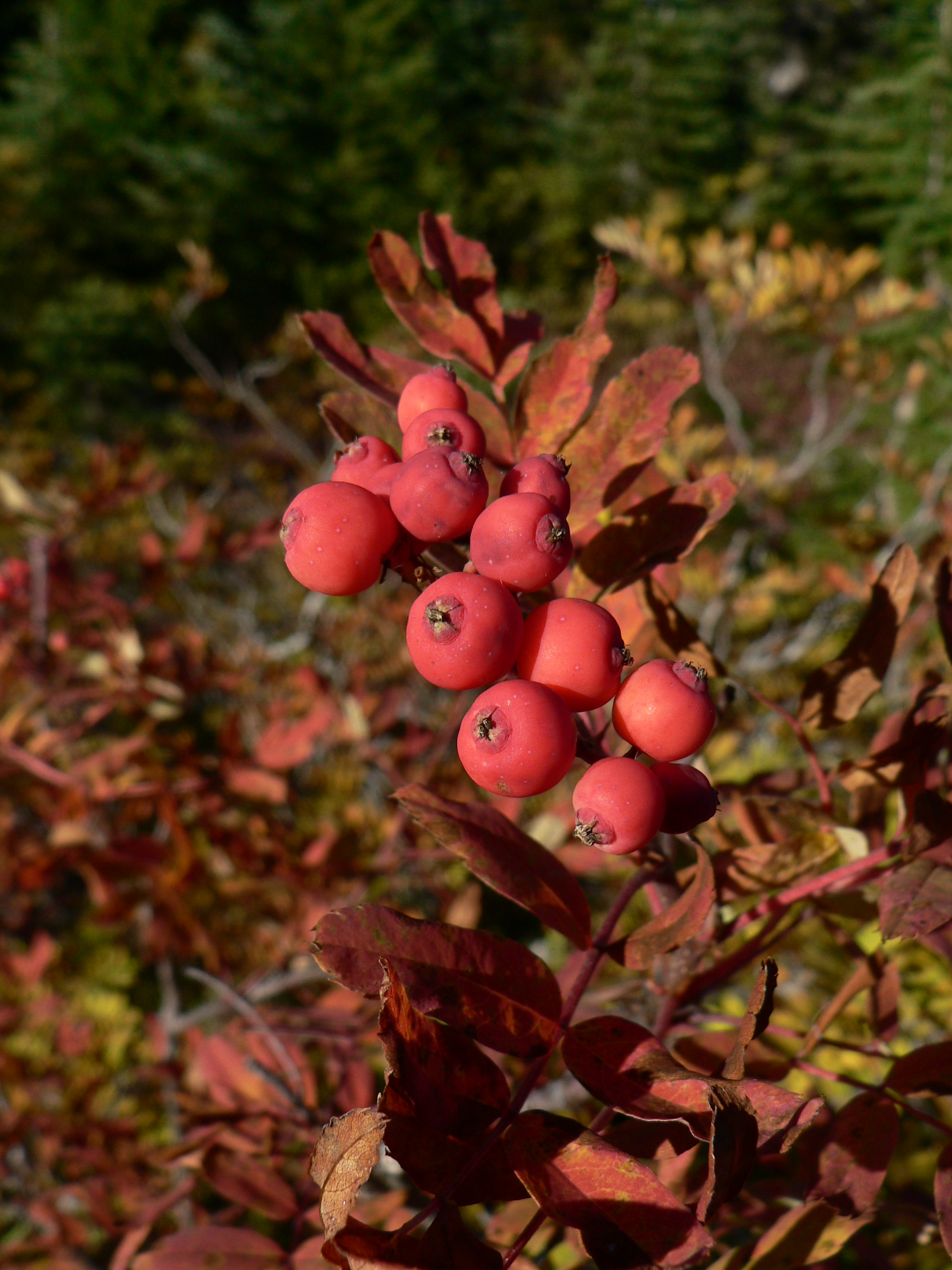
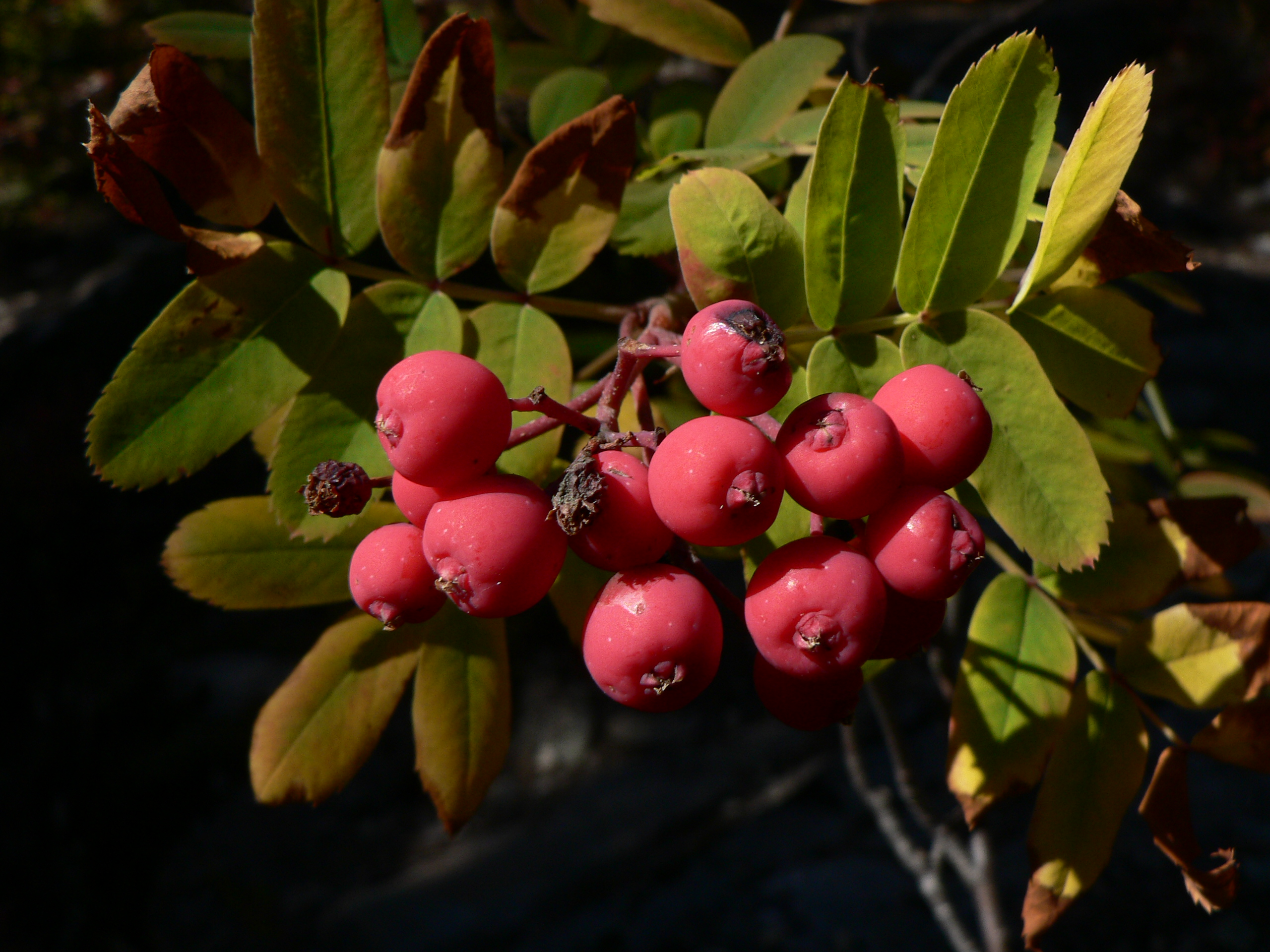
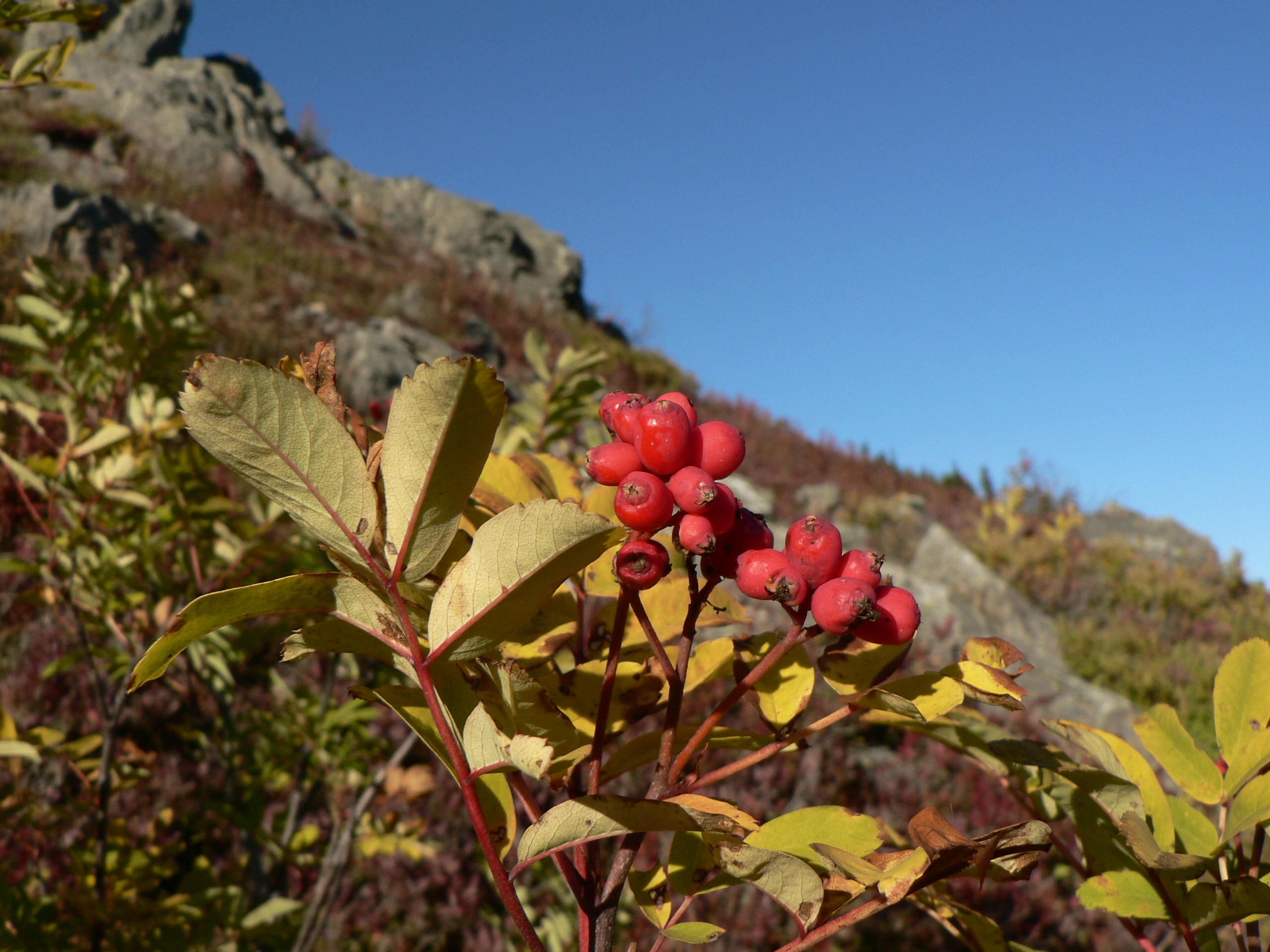
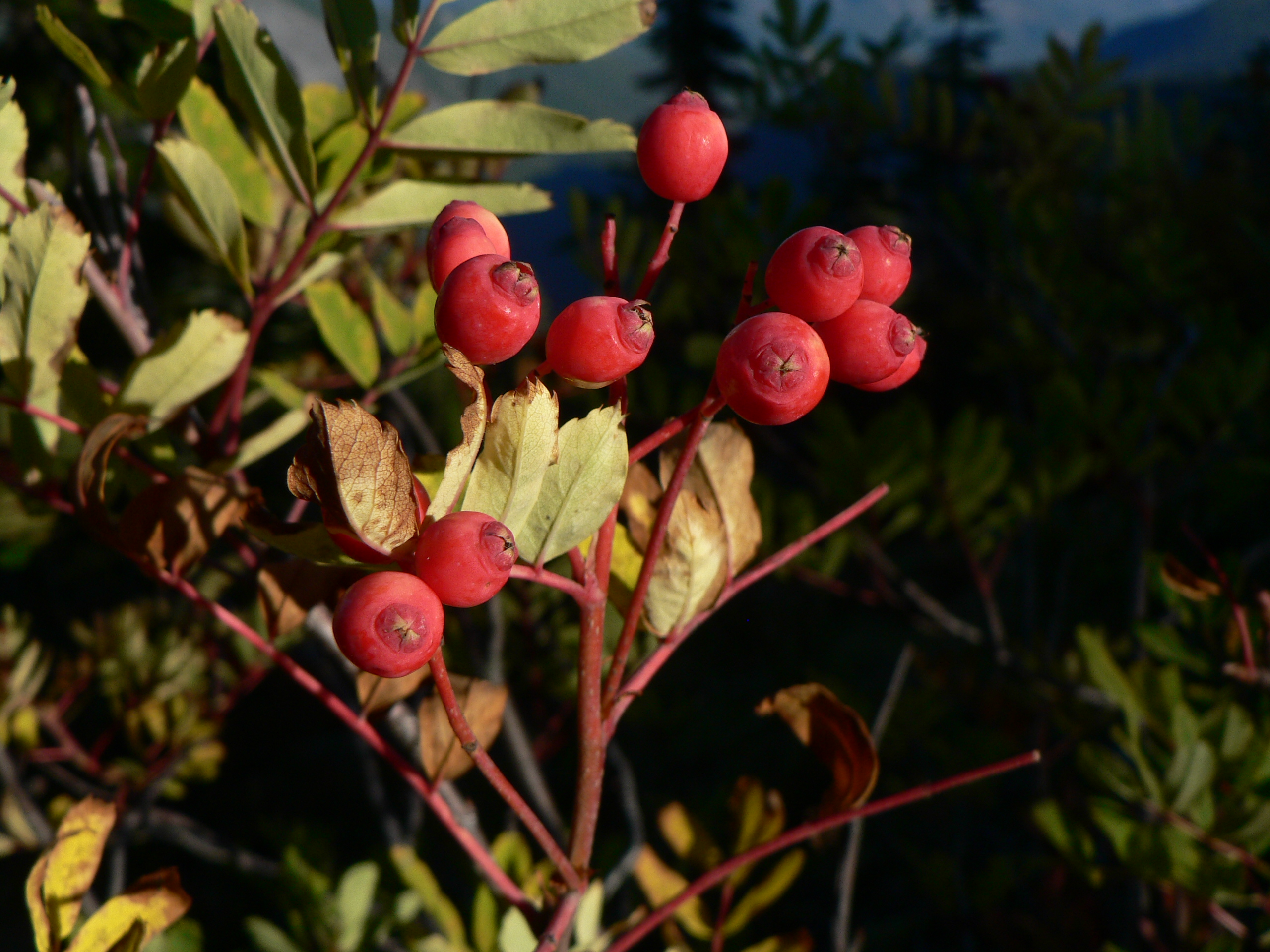
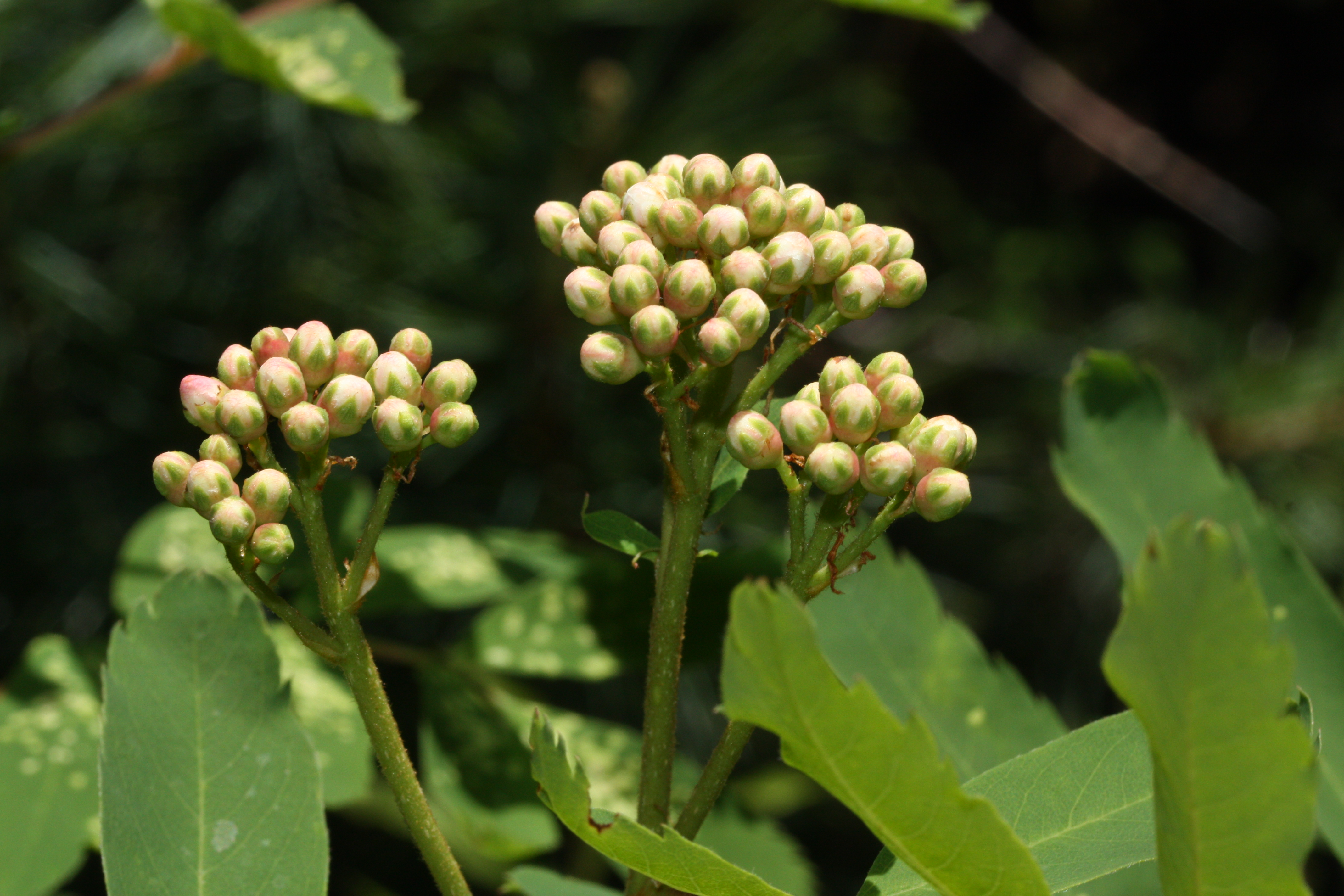